# تیسن‌کروپ
تیسن‌کروپ آگ (به آلمانی: ThyssenKrupp AG) شرکت خوشه‌ای آلمانی در حوزه صنایع فلزی و یکی از بزرگ‌ترین تولیدکنندگان فولاد در جهان است. این شرکت در سال ۱۹۹۹ میلادی، از ادغام دو شرکت آلمانی کروپ و تیسن تشکیل شد. کنسرن کنونی «تیسن‌کروپ» حاصل این ادغام است.
این شرکت همچنین یکی از شرکت‌های بزرگ در صنعت آسانسور و پله برقی است.
شاهنشاهی ایران در دهه ۱۹۷۰ میلادی و به دستور محمدرضا پهلوی، پادشاه وقت ایران با تزریق ۴۰۰ میلیون دلار، کارخانجات فولادسازی «کروپ» را از ورشکستگی حتمی نجات داد و به این ترتیب دولت ایران صاحب ۲۴٫۹ درصد سهام شرکت «کروپ» شد.
با افزایش فشارهای سیاسی از سوی آمریکا در زمان ریاست‌جمهوری جرج دابلیو بوش، شرکت تیسن‌کروپ مبلغ بسیاری به ایران پرداخت کرد تا ایران سهام مالکیت خود را در این شرکت به کمتر از ۵ درصد کاهش دهد.